# Побєдинська сільська адміністрація
Побє́динська сільська адміністрація (каз. Победа ауылдық әкімдігі, рос. Побединская сельская администрация) — адміністративна одиниця у складі Карабалицького району Костанайської області Казахстану. Адміністративний центр та єдиний населений пункт — село Побєда.
Населення — 343 особи (2021; 906 у 2009, 1406 у 1999, 1853 у 1989).
Станом на 989 рік існувала Побєдинська сільська рада (села Бірлік, Побєда, селища Джамбул, Досмаїл, Магнай, Огнєупорний). Село Досмаїл було ліквідовано 2005 року, село Огнєупорний 2008 року передано до складу Росії. Села Жамбил та Магнай 2019 року були передані до складу Новотроїцького сільського округу, Побєдинський сільський округ перетворено в сільську адміністрацію.

## Склад
До складу округу входять такі населені пункти:
| Населений пункт | Старі назви | Населення, осіб (1989) | Населення, осіб (1999) | Населення, осіб (2009) | Населення, осіб (2021) |
| --------------- | ----------- | ---------------------- | ---------------------- | ---------------------- | ---------------------- |
| Бірлік, село    | -           | 415                    | 321                    | -                      | -                      |
| Досмаїл, село   | -           | 126                    | 40                     | -                      | -                      |
| Побєда, село    | -           | 1312                   | 1045                   | 906                    | 343                    |